# Ґіньйоль

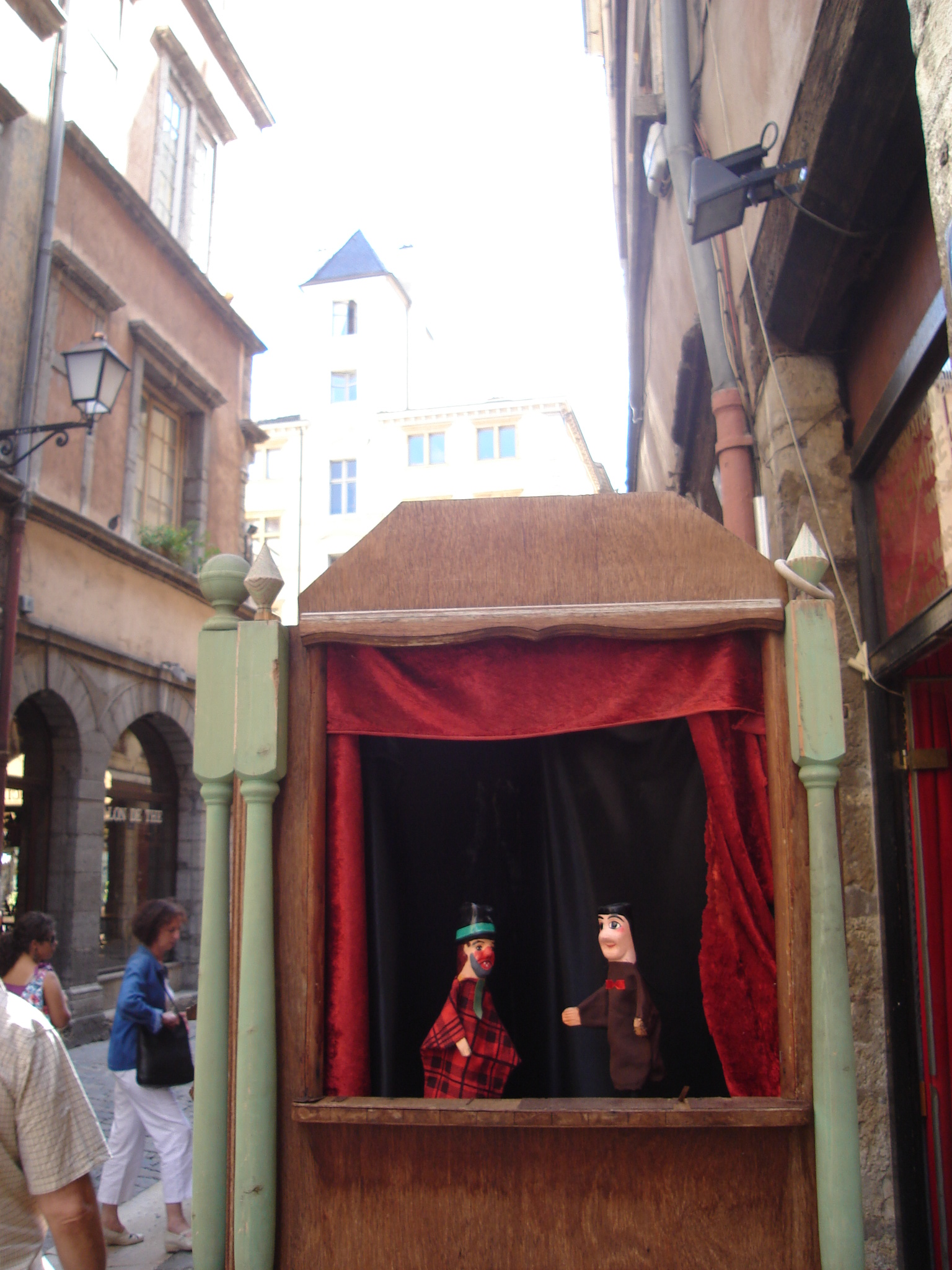
Гіньйоль — невід'ємна складова ліонського культурного середовища

Ґіньйо́ль (фр. Guignol) —  герой народного театру ляльок, що виник у французькому місті Ліоні наприкінці XVIII — на початку XIX століття. Цим же словом прийнято називати й сам народний театр ляльок. Ґіньйоль є справжнім символом ліонських традицій, що знайшло відображення як у тематиці народних вистав, так і в їхній мові.

## З історії ляльки і театру Ґіньйоля

### Винайдення ляльки  Ґіньйоля
Творець ляльки Гіньйоль — французький лялькар Лоран Мурге (фр. Laurent Mourguet, 1769—1844), вихідець з родини робітників ліонських шовкових мануфактур. Втративши роботу після Французької революції, він спочатку став ярмарковим торговцем, а потому зубодером. Аби привабити клієнтів та притлумити стогони своїх пацієнтів, він вигадав розважати їх та всіх охочих ляльками-маріонетками. Спочатку «народний стоматолог»-оригінал використовував репертуар італійської комедії дель арте, але за якийсь час започаткував вистави власного авторства, задля чого створив образ Ньяфрона (до 1805 року), їдкого на язик п'яничку-шевця, а вже згодом — Гіньйоля (до 1808 року).
Спектаклі з Гіньойлем (незабаром також отримали назву театр гіньйоль) являли собою здебільшого імпровізації, створені на тему щоденних новин під настрій само́го лялькаря, відтак були чимось на зразок «народної газети», у якій Мурге переважно повідомляв про міські новини, події або й чутки, ставав на захист простих ліонських міщан з боку влади, чи висміював когось з місцевих жителів.
Справу Лорана Мурге продовжили його численні діти, а також інші ліонські лялькарі, власне Мурге вдалося започаткувати традицію, яка з часом стала невід'ємною складовою культури Ліона.

### Ґіньйоль у ХХ столітті

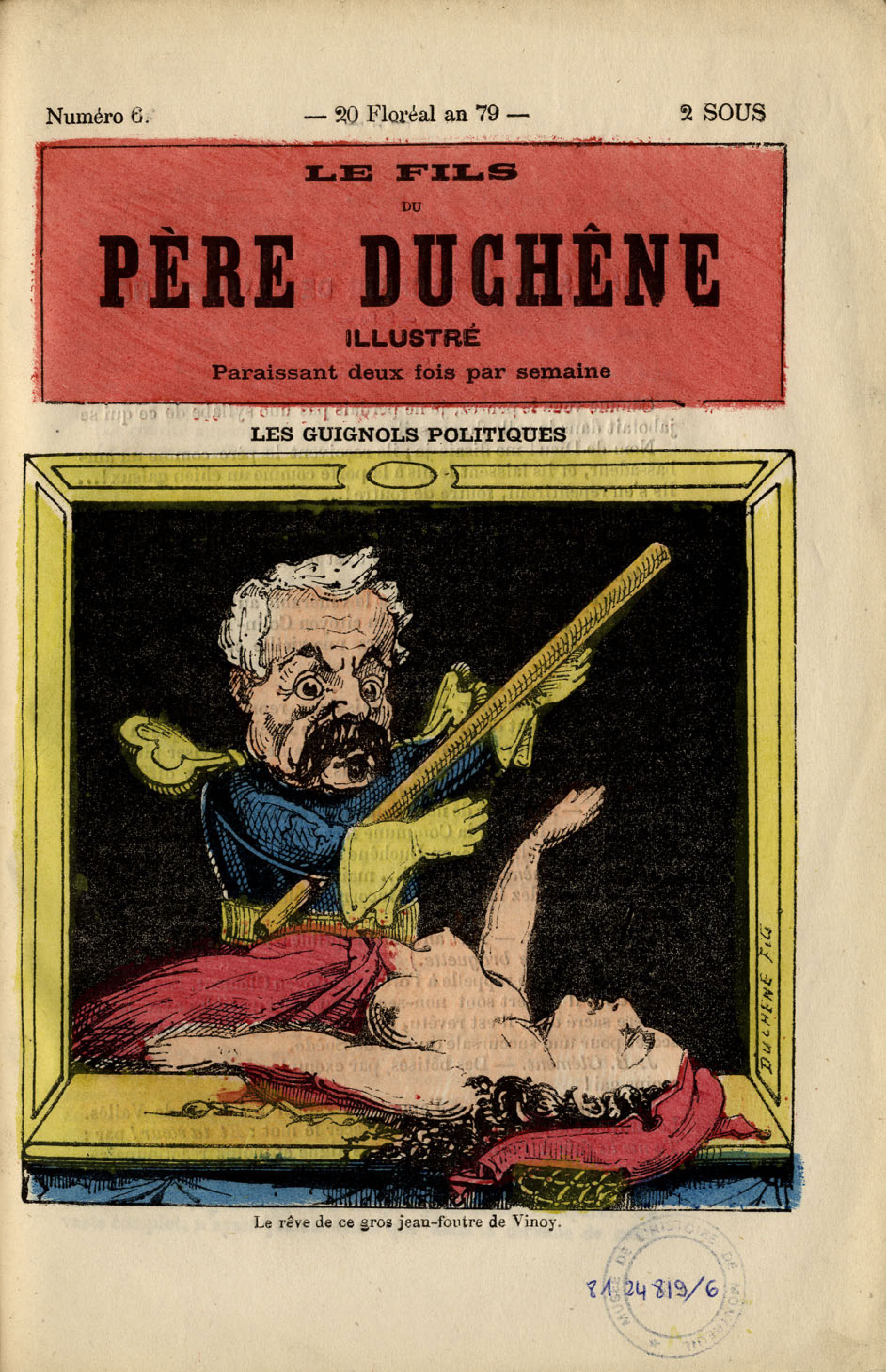
Стара афіша театру Гіньйоля

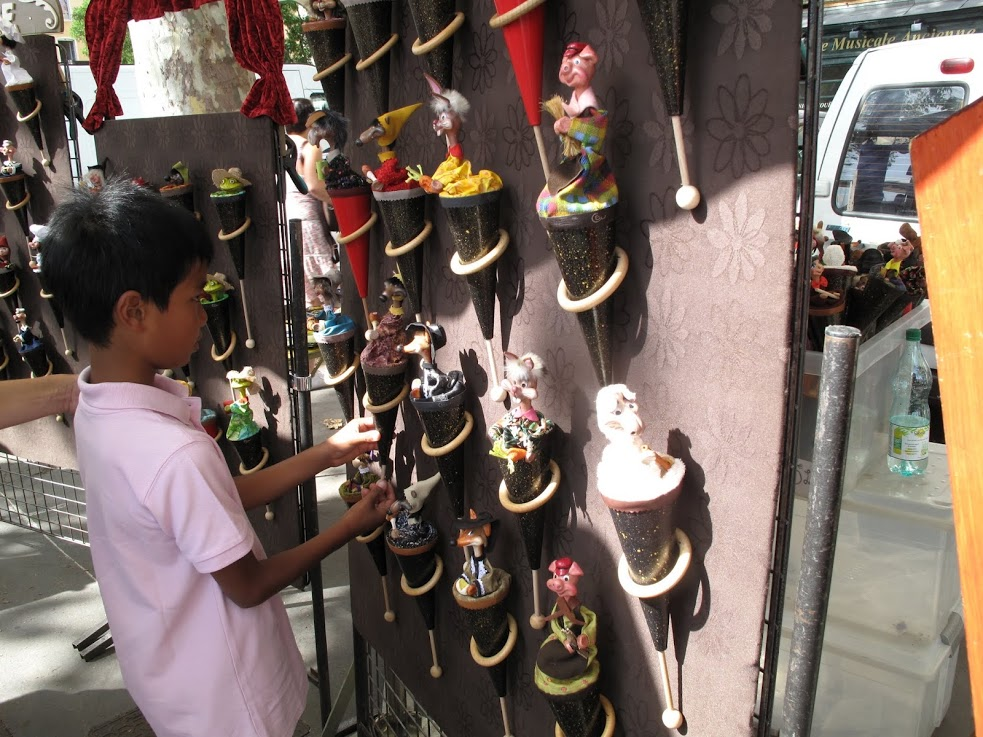
Ґіньоль — сувенір на ринку Ліона

У 1908 році в Ліоні бучно відзначили перший столітній ювілей Гіньйоля. Особливим успіхом користувалися вистави братів П'єра та Ернеста Найхтхаузерів (Neichthauser). Ляльку та «її» театр побачили й полюбити не лише вибагливі столичні глядачі, а й закордонна публіка. А 1911 року на авеню Дуаєн в Ліоні було встановлено погруддя Лорана Мурге. 
Слава Театру Théâtre du Gymnase, який давав вистави гіньйоль, збільшилась ще більше по ІІ Світовій війні. 
А від 1960-х років слави зажила ліонська трупа Little Bouif, що виступала в театрі по вулиці Сен-Жорж, причому під керівництвом Жан-Гі Мурге (Jean-Guy Mourguet), представника п'ятого покоління творця ляльки й театру. 
1988 року лялька гіньйоль стала прототипом для лялькового гумористично-політичного шоу Les Guignols de l'info на найпопулярнішому французькому телеканалі Canal+ — формат, який завоював симпатії французів, був проданий і з успіхом прижився у наступні роки в багатьох країнах світу (серед інших і в Росії — шоу «Куклы»). 
Після останнього концерту трупи наприкінці 1990 року в Жан-Гі Мурге з'явилася ідея заповісти свою велику колекцію (ляльки, реквізит, документи тощо), яка до часу зберегалась у ліонському передмісті Брандас (Brindas), де він проживав (як і брати Найтгаузер) з метою створення Музею Гіньйоль. Цей задум завдяки підтримці небайдужих вдалося реалізувати аж у січні 2008 року.

### Ґіньйоль тепер: муніципальний театр, популярність і вшанування

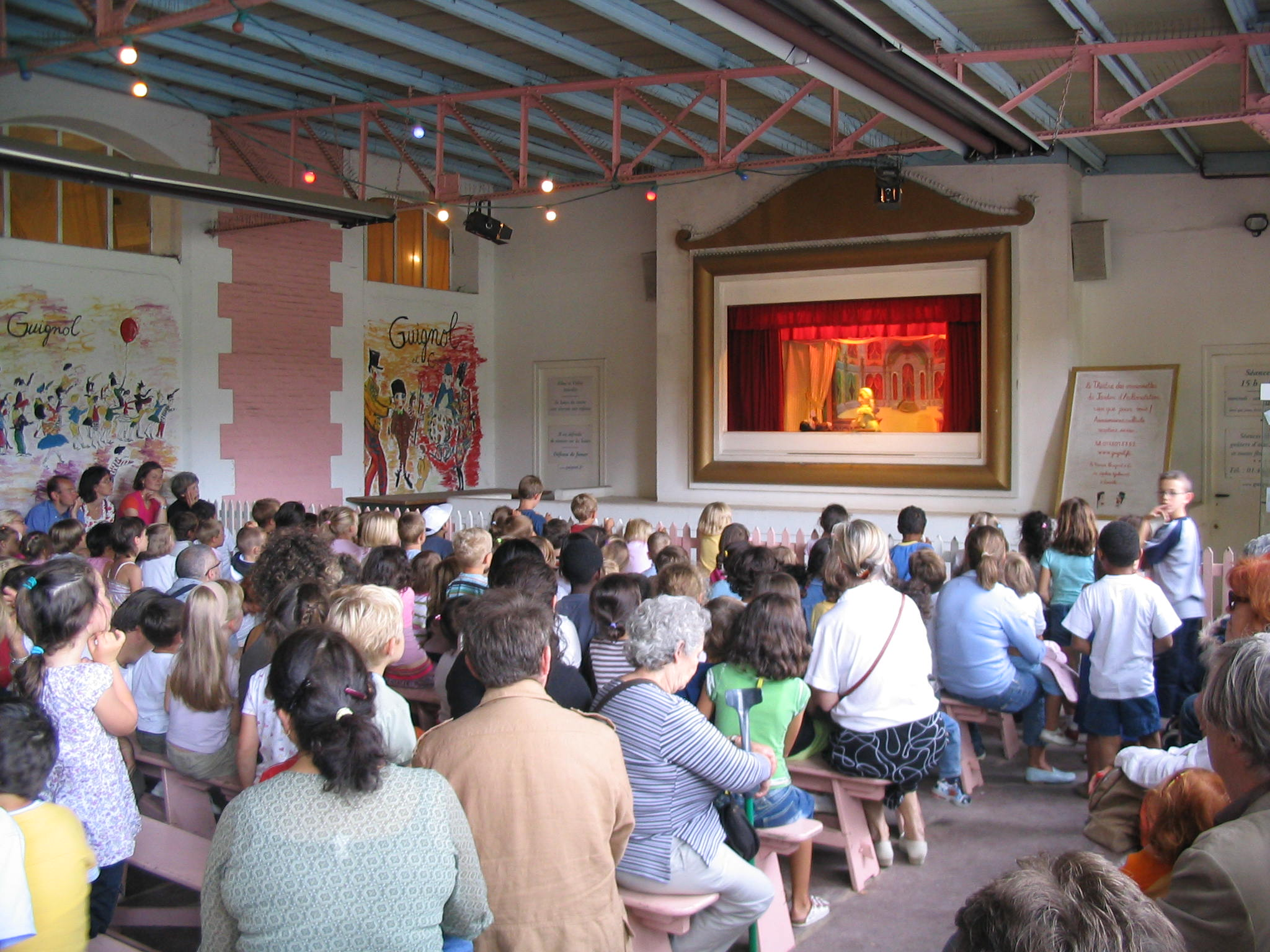
Вистава театру гіньйоль у Парижі

У 1998 році місцева трупа Зонзонів (La Compagnie des Zonzons), що грала вистави гіньйоль, домаглася статусу ліонського муніципального театру, відтак театр, що розпочався як забавка, щоб відвернути увагу від криків, спричинених болем, перетворився на офіційний заклад культури — репертуарний театр ляльок. 
Див. головну статтю: Ліонський муніципальний театр «Ґіньйоль».
Як і більшість сучасних європейських лялькових театрів, Театр Гіньйоль еволюціонував у дитячу розвагу — його вистави здебільшого розраховані на малечу, однак, не забуваючи про історію Лорана Мурге, нерідко лялькарі трупи Зонзонів роблять і «дорослі» інтермедії, наприклад, як і перше, у відповідь на популярні розмови і/або чутки в ліонських пабах, а також на «злобу дня» — з приводу політичних подій. 
«Зонзонівці» в жодному разі не «приватизували» образ Гіньйоля — у Франції працюють з лялькою десятки аматорських (і не тільки) колективів лялькарів.
У 2008 році не лише Ліон, а й уся Франція відзначили 200-ліття ляльки й театру Гіньйоль — вистави театру йшли на популярних паризьких сценах, а у Ліоні (в передмісті Брандас) був урочисто відкритий Музей Гіньйоля.
Діє Товариство любителів Гіньйоля.

## Образи і сюжети театру Гіньйоль
Якщо театр Гіньйоля історично був театром іпровізації, нині, наприклад, у Ліонському муніципальному театрі «Гіньйоль» існує сталий репертуар з виставами, що розраховані переважно на дитячу авдиторію (причому найменшу), та й час вніс свої корективи, модернізувавши сюжетику. Крім звичних протистоянь Гіньйоля та інших персонажів у формі веселих діалогів, з'явилися оригінальні сюжети — наприклад, пригоди Гіньйоля на Місяці.  
Головні персонажі театру Гіньйоля
- Гіньоль (Guignol), робітник шовкової мануфактури;
- Ньяфрон (Gnafron), приятель Гіньйоля, великий любитель Божоле;
- Мадлона (Madelon), дружина Гіньйоля;
- Туанона (Toinon), дружина Ньяфрона;
- Флажоле (Flageolet), жандарм;
- Кассандра (Cassandre), господиня;
- месьє ле Байї (le Bailli), суддя.